# مردم لهستانی
مردم لهستانی (به لهستانی: Polacy) ملت و قومیتی عمدتاً با خاستگاه اسلاوی غربی هستند. این مردم در اروپای مرکزی و شرقی ساکن هستند. چک‌ها و اسلواک‌ها نزدیکترین قوم‌ها به لهستانی‌ها هستند. تمرکز و تجمع آن‌ها نیز در کشور لهستان است. کشور آمریکا دارای ده میلیون نفر لهستانی‌تبار می‌باشد.
زبان اغلب مردم لهستان، زبان لهستانی است که زبان رسمی کشور لهستان نیز هست.
۹۶ ٪ نژاد مردم کشور لهستان را لهستانی‌ها، ۱ ٪ را آلمانی‌ها، ۱ ٪ را بلاروس‌ها و ۱ ٪ را نیز اوکراینی‌ها تشکیل می‌دهند، همچنین دین ۹۰ ٪ لهستانی‌ها، کاتولیک، ۱ ٪ ارتدکس و ۱ ٪ نیز پروتستان می‌باشد.
نیکولو ماکیاولی در مورد لهستانیان و مجارها می‌گوید:
«تقریباً همه‌ی توده‌های انبوه که بر کشورهای بزرگ سرازیر شده‌اند از اسکوتیا (سکاستان) آمده‌اند [...] اما علت اینکه از پانصد سال پیش به‌این طرف هیچ توده‌ی انبوهی از سکاستان به کشورهای دیگر هجوم نبرده است این است که، از یک‌سو، در زمانی که امپراتوری روم غربی روبه زوال نهاده بود، بیش از سی قبیله از سرزمین سکاستان راه مهاجرت در پیش گرفته بودند و، در نتیجه، جمعیت آنجا کاهش یافته است، و از سوی دیگر، کشورهای آلمان و هنگری (مجارستان)، که پیشتر گروه‌های عظیمی از آنجا مهاجرت می‌کردند، امروزه چنان متمدن شده‌اند که مردمان در آنجا آسوده زندگی می‌کنند و احتیاجی به ترک مسکن و مأوای خود ندارند. از این گذشته، ساکنان آن دو کشور چون بسیار جنگاورند، سدی در برابر سکاستانیان ساخته‌اند. تاتارها نیز بارها به‌قصد مهاجرت به‌حرکت درمی‌آیند ولی مردمان هنگری و لهستان از پیشروی آن‌ها جلوگیری می‌کنند و، از این‌رو، می‌بالند به اینکه اگر جنگ‌افزارهای ایشان نبود، ایتالیا و کلیسا بارها پایمال تاتارها شده‌بود.»— نیکولو ماکیاولی، گفتارهایی در باب ده کتاب نخست تیتوس لیویوس، ترجمه‌ی محمد حسن لطفی، انتشارات خوارزمی، ص۲۱۶-۲۱۷

## نامداران
نیکلاس کوپرنیک، فردریک شوپن، روزا لوکزامبورگ و ماری کوری و ژان پل دوم برخی از مشاهیر لهستان هستند.